# Kukkur, Channapatna
Kukkur là một làng thuộc tehsil Channapatna, huyện Ramanagara, bang Karnataka, Ấn Độ.